# 燕信
燕 信（えん しん、朝鮮語: 연신、生没年不詳）は、百済の官吏。大姓八族の一つである燕氏出身の貴族。官位は恩率。

## 人物
477年4月、文周王は弟の昆支を内臣佐平に任命し、百済復興の改革を委ねるが、昆支は7月に急死した。以後、百済宮廷で勢力をもつのが、兵官佐平の解仇である。477年9月、文周王の崩御により、13歳の三斤王が即位するが、幼少であることから、解仇の影響力を排除できず、政治・軍事の実権は、解仇が握る。478年春、解仇は、燕信とともに叛乱を起こし、三斤王側に立つ佐平の真男は、2000人の軍勢で解仇と燕信を討とうとしたが、敗北した。その後、精兵500人を率いた徳率の真老が解仇を討ち、燕信は高句麗に亡命、残された燕信の妻子は斬首に処された。

## 出自
燕信は、大姓八族の一つである燕氏であるが、『三国史記』に初めて登場する燕氏出身者である。韓国の『斗山世界大百科事典』は、燕氏の始祖及び淵源は不詳である、と説明している。しかし、朝鮮古代史学者の鄭載潤は、燕氏は大姓八族の一つであるため、土着系（＝「純百済人」）とみることもできるが、大姓八族は、百済の建国者である温祚王に付き従った八家であるのに、燕氏は漢城百済が崩壊し、熊津遷都以後に台頭した一族であるため、土着系とするのは釈然とせず、「燕」という漢姓を使用した点、燕氏が軍事的に台頭した点、燕氏の拠点である錦江には禰氏（禰嵩、礼塞敦、禰福、禰誉、禰善、禰軍、禰寔進、禰素士、禰仁秀）や陳氏（陳明、陳春、陳徳止、陳微之、陳法子）などの大規模中国人移民コミュニティ存在していた点などを鑑みると、燕氏は中国人移民の可能性がある、と指摘している。朝鮮古代史学者の李弘稙や金栄官は、燕氏を錦江流域の土着系とみる見解もあるが、百済に移住した帯方郡に土着化していた中国人とみるのが妥当と主張している。金栄官は、燕氏は熊津時代に活発に活動したが、泗沘遷都後の聖王十八年（540年）以後姿を消し、武王八年（607年）に燕文進が登場し、隋に使臣として赴くなど燕氏は活動を再開した。百済は、対中国外交は中国系人士が有利であるため、中国系の百済人を起用しており（張威、張茂、高達、会邁、慕遺、楊茂、王茂、張塞、陳明、王辯那、王孝隣）、燕文進は中国系の出自であるため、対隋外交に起用されたのであり、熊津時代に権勢を誇った後、姿を消していた燕氏が再登場することになった、と指摘している。